# Un cangrejo de espaldas
Un cangrejo de espaldas (en neerlandés: Een op zijn rug liggende krab) es un cuadro realizado por el pintor neerlandés Vincent van Gogh. Se trata de un bodegón de un cangrejo acostado boca arriba con un fondo verde. El Museo Van Gogh fecha la obra entre agosto y septiembre de 1887,  mientras que otras fuentes la fechan a principios de 1889.  La pintura se encuentra en la colección permanente del Museo Van Gogh de Ámsterdam. 
La pintura posiblemente esté inspirada en una estampa japonesa de un cangrejo de Hokusai que van Gogh había visto en la revista Le Japon Artistique, que le había enviado su hermano Theo van Gogh en septiembre de 1888.  

## Obra relacionada
Vincent van Gogh también pintó Dos cangrejos (1889), un bodegón con dos cangrejos, uno de los cuales está acostado boca arriba, que se exhibe en la National Gallery de Londres. 